# 887
Évszázadok: 8. század – 9. század – 10. század
Évtizedek: 830-as évek – 840-es évek – 850-es évek – 860-as évek – 870-es évek – 880-as évek – 890-es évek – 900-as évek – 910-es évek – 920-as évek – 930-as évek
Évek: 882 – 883 – 884 – 885 –  886 – 887 – 888 – 889 – 890 – 891 – 892

## Események

### Európa
- Kövér Károly frank császár újabb próbát tesz, hogy legitimizálja törvénytelen fiát, Bernátot, de V. István pápa lemondja a tervezett waiblingeni találkozót. A császár ezután tárgyalásokba kezd az örökösödésről, elsősorban Berengár friuli őrgróffal (Jámbor Lajos leányági unokájával) és Odó párizsi gróffal, aki nagy népszerűségre tett szert, miután sikeresen megvédte Párizst a vikingektől. Udvarába fogadja a 7 éves Lajost (II. Lajos itáliai császár leányági unokáját), feltehetően azért hogy adoptálja és örökösévé tegye. A zűrzavart fokozza, hogy az állítólag testi és szellemi betegségekkel is küzdő 48 éves Károly azzal vádolja feleségét, Richardist, hogy házasságtörést követett el Liutward főkancellárral. Richardis tűzpróbával bizonyítja ártatlanságát, majd kolostorba vonul.
- Arnulf karintiai herceg (Karlmann keleti frank király törvénytelen fia) attól tartva hogy kisemmizik, novemberben Treburban gyűlést hív össze, ahol a nemesség királlyá kiáltja ki. Sereggel indul Kövér Károly ellen, aki – látva hogy támogatottsága szinte teljesen megszűnt – lemond, csak egy svábiai birtokot kér, ahova visszavonulhat.
- Decemberben az észak-itáliai nemesség Paviában gyűlik össze és Berengárt választják Itália királyává. A Frank Birodalom végérvényesen szétesik.
- II. Giovanni Participazio velencei dózse súlyosan megbetegszik és lemond. Utódjául I. Pietro Candianót választják, aki megtámadja a velencei hajókat zaklató dalmáciai kalózokat és eközben elesik. Egy időre a beteg II. Giovanni veszi át a köztársaság ügyeinek irányítását, míg meg nem választják az új dózsét, Pietro Tribunót. Giovanni még ebben az évben meghal.

### Kelet-Ázsia
- 57 éves korában meghal Kókó japán császár. Utóda 21 éves fia, Uda. A hatalom tényleges birtokosa, Fudzsivara no Motocune kampaku formálisan lemond, de Uda felkéri, hogy folytassa az ország kormányzását.
- Meghal Csonggang, a koreai Silla királya. Mivel gyermeke nincs, utóda húga, Csinszong.

## Születések
- Frederuna, Együgyű Károly nyugati frank király felesége

## Halálozások
- január 11. – Boso, provence-i király
- szeptember 17. – Kókó, japán császár
- szeptember 18. – I. Pietro Candiano, velencei dózse
- Abbász ibn Firnász, andalúziai feltaláló, a repülés úttörője
- Csonggang, sillai király
- II. Giovanni Participazio, velencei dózse
- Ibn Mádzsah, perzsa teológus
- Kígyószemű Sigurd, dán király

## Fordítás
- Ez a szócikk részben vagy egészben  a(z)   887 című angol Wikipédia-szócikk ezen változatának fordításán alapul.  Az eredeti cikk szerkesztőit annak laptörténete sorolja fel. Ez a jelzés csupán a megfogalmazás eredetét és a szerzői jogokat jelzi, nem szolgál a cikkben szereplő információk forrásmegjelöléseként.